# Juan Miranda
Juan Miranda González (Olivares, 19 de janeiro de 2000) é um futebolista espanhol que atua como lateral-esquerdo. Atualmente, joga pelo Bologna.

## Carreira

### Barcelona
Nascido em Olivares, na Espanha, Miranda chegou a base do Barcelona em junho de 2014, vindo do Real Betis. Depois de progredir nas categorias de base e fazer parte do elenco campeão da Liga Jovem da UEFA de 2017–18, fez sua estreia profissional pelo Barcelona B em 19 de agosto de 2017, iniciando na vitória por 2 a 1 o Real Valladolid, em jogo válido pa Segunda Divisão Espanhola.
Miranda marcou seu primeiro gol em 27 de janeiro de 2018, marcando o segundo em uma vitória por 3 a 0 em casa contra o Granada. Em 11 de dezembro, ele fez sua estreia Champions League para o primeiro time no empate 1 a 1 contra o Tottenham Hotspur.
Em julho de 2018, Mirando assinou uma renovação de contrato de 3 anos com o clube espanhol, tendo ainda uma multa rescisória de 200 milhões de euros (900 milhões de reais), sendo um recorde para um jogador de base no clube.

### Empréstimo para Schalke 04
Em 30 de agosto de 2019, Miranda foi contratado pelo FC Schalke 04, por um empréstimo de dois anos. Em 15 de dezembro de 2019, ele fez sua estréia na Bundesliga com uma vitória em casa por 1-0 contra o Eintracht Frankfurt, quando substituiu o lesionado Weston McKennie aos 13 minutos. Em 1 de julho de 2020, retornou porque o empréstimo foi encerrado antecipadamente, tendo Miranda feito 12 jogos pelo clube alemão.

### Empréstimo para Betis

#### 2020-21
Em 5 de outubro de 2020, Miranda se juntou ao Real Betis por empréstimo para a disputa da temporada 2020–21. Em sua segunda partida pelo Betis, Miranda fez seu primeiro gol pelo clube e na carreira na vitória por 2–0 sobre o Osasuna em 6 de dezembro de 2020.
Em sua primeira temporada pelo verdiblanco, fez duas 22 partidas com um gol e duas assistências, além de ser titular absoluto.

### Real Betis

#### 2021-22
Em 1 de junho de 2021, o Barcelona anunciou que a cláusula no contrato de Miranda para prorrogá-lo automaticamente até 2023 não seria acionada, e que ele se juntaria ao Real Betis permanentemente assim que seu período de empréstimo terminasse. O Barça reservará 40% dos direitos de qualquer venda futura e direito de preferência na recontratação do Miranda.
Fez seu primeiro gol na temporada em 16 de setembro, na vitória por 4–3 sobre o Celtic na 1ª rodada da fase de Liga Europa.

### Bologna
No dia 3 de julho de 2024 assinou com o Bologna, da Série A da Itália.

## Seleção espanhola

### Sub-18
Foi um dos convocados por Luís de la Fuente para disputar os Jogos do Mediterrâneo de 2018, na Espanha. Fez parte do elenco que venceu a Itália na final por 3–2 e sagrou-se campeão do torneio.

### Sub-21
Em 18 de março de 2022, foi convocado pelo técnico Luís de la Fuente para disputar as primeiras rodadas das Eliminatórias de classificação para o Campeonato Europeu Sub-21 de 2023, contra Lituânia e Eslováquia, nos dias 25 e 29 de março, respectivamente. Em 28 de junho de 2023, Miranda foi um dos convocados por para a competição. Fez o gol da vitória por 2–1 sobre a Suíça em 1 de julho nos quartos de final do Europeu Sub-1, aos 103 minutos da prorrogação.

### Sub-23
Em 29 de junho, foi um dos convocados por Luís de la Fuente para representar a Espanha nos Jogos Olímpicos de 2020, em Tóquio.

### Principal
Devido ao fato de Sérgio Busquets ter testado positivo para COVID-19, a Seleção Principal da Espanha inteira foi dispensada por ter riscos de contraído o vírus, tendo então o Sub-21 sido chamado para jogar o amistoso contra a Lituânia no dia 8 de junho 2021, com Miranda fazendo sua estreia no jogo e marcado um dos gols da goleada de 4 a 0.

## Estatísticas
Atualizadas até dia 1 de julho de 2023.[carece de fontes?]

### Clubes
| Clubes            | Temporada         | Campeonato nacional | Campeonato nacional | Campeonato nacional | Copa nacional[a] | Copa nacional[a] | Copa nacional[a] | Competições Continentais[b] | Competições Continentais[b] | Competições Continentais[b] | Outros torneios[c] | Outros torneios[c] | Outros torneios[c] | Total | Total | Total   |
| Clubes            | Temporada         | Jogos               | Gols                | Assist.             | Jogos            | Gols             | Assist.          | Jogos                       | Gols                        | Assist.                     | Jogos              | Gols               | Assist.            | Jogos | Gols  | Assist. |
| ----------------- | ----------------- | ------------------- | ------------------- | ------------------- | ---------------- | ---------------- | ---------------- | --------------------------- | --------------------------- | --------------------------- | ------------------ | ------------------ | ------------------ | ----- | ----- | ------- |
| Barcelona B       | 2017–18           | 7                   | 1                   | 0                   | —                | —                | —                | —                           | —                           | —                           | —                  | —                  | —                  | 7     | 1     | 0       |
| Barcelona B       | 2018–19           | 23                  | 1                   | 3                   | —                | —                | —                | —                           | —                           | —                           | —                  | —                  | —                  | 23    | 1     | 3       |
| Barcelona B       | Total             | 30                  | 2                   | 3                   | 0                | 0                | 0                | —                           | —                           | —                           | —                  | —                  | —                  | 30    | 2     | 3       |
| Barcelona         | 2018–19           | 0                   | 0                   | 0                   | 3                | 0                | 0                | 1                           | 0                           | 0                           | 0                  | 0                  | 0                  | 4     | 0     | 0       |
| Barcelona         | Total             | 0                   | 0                   | 0                   | 3                | 0                | 0                | 1                           | 0                           | 0                           | 0                  | 0                  | 0                  | 4     | 0     | 0       |
| Schalke 04        | 2019–20           | 11                  | 0                   | 0                   | 1                | 0                | 1                | —                           | —                           | —                           | —                  | —                  | —                  | 12    | 0     | 0       |
| Schalke 04        | Total             | 11                  | 0                   | 0                   | 1                | 0                | 1                | 0                           | 0                           | 0                           | 0                  | 0                  | 0                  | 12    | 0     | 0       |
| Real Betis        | 2020–21           | 22                  | 1                   | 2                   | 3                | 1                | 0                | —                           | —                           | —                           | —                  | —                  | —                  | 25    | 2     | 1       |
| Real Betis        | 2021–22           | 13                  | 0                   | 2                   | 3                | 0                | 0                | 7                           | 1                           | 0                           | 0                  | 0                  | 0                  | 23    | 1     | 2       |
| Real Betis        | 2022–23           | 21                  | 3                   | 2                   | 2                | 0                | 0                | 7                           | 0                           | 3                           | 1                  | 0                  | 0                  | 31    | 3     | 5       |
| Real Betis        | Total             | 56                  | 1                   | 6                   | 8                | 1                | 0                | 14                          | 1                           | 3                           | 1                  | 0                  | 0                  | 79    | 6     | 8       |
| Total na carreira | Total na carreira | 107                 | 3                   | 9                   | 12               | 1                | 2                | 15                          | 1                           | 3                           | 1                  | 0                  | 0                  | 125   | 8     | 11      |

- a.^ Jogos da Copa da Espanha e Copa da Alemanha
- b.^ Jogos da Liga dos Campeões da UEFA e Liga Europa da UEFA
- c.^ Jogos da Supercopa da Espanha

### Seleção espanhola
Atualizadas até dia 8 de junho de 2021.
| Seleção | Ano   | Jogos | Gols |
| ------- | ----- | ----- | ---- |
| Espanha | 2021  | 1     | 1    |
| Total   | Total | 1     | 1    |

#### Gols pela Seleção
| #  | Data               | Local                                           | Adversário | Placar | Resultado | Competição |
| -- | ------------------ | ----------------------------------------------- | ---------- | ------ | --------- | ---------- |
| 1. | 8 de junho de 2021 | Estádio Municipal de Butarque, Leganés, Espanha | Lituânia   | 3–0    | 4–0       | Amistoso   |

## Títulos

### Clubes
Barcelona Juvenil A
- Liga Jovem da UEFA: 2017-18[carece de fontes?]

#### Barcelona
- Supercopa da Espanha: 2018[carece de fontes?]

#### Bétis
- Copa del Rey: 2021–22[carece de fontes?]

#### Bologna
- Coppa Italia: 2024–25[27]

### Seleção

#### Espanha Sub-17
- Campeonato Europeu de Futebol Sub-17: 2017[carece de fontes?]

#### Espanha Sub-18
- Jogos do Mediterrâneo: 2018[carece de fontes?]

#### Espanha Sub-19
- Campeonato Europeu de Futebol Sub-19: 2019[carece de fontes?]

#### Espanha Sub-23
- Jogos Olímpicos: prata em 2020[carece de fontes?]
- Jogos Olímpicos: ouro em 2024[carece de fontes?]